# Scarus flavipectoralis
Scarus flavipectoralis és una espècie de peix de la família dels escàrids i de l'ordre dels perciformes.
Els mascles poden assolir els 40 cm de longitud total.
Es troba des de les Filipines fins a Salomó, les Illes Marshall, la Gran Barrera de Corall i Tonga.